# ریفلاکس ادراری
واشاریدگی ادرار ویا  ریفلاکس ادراری (انگلیسی: Vesicoureteral reflux) به معنی بازگشت ادرار از داخل مثانه به حالب است. یعنی هنگام ادرار کردن بخشی از ادرار بجای خروج از مثانه به پیشابراه به سمت حالب و کلیه برمی‌گردد.
واشار ادراری که در کودکان و بزرگسالان و سالمندان  بیشتر دیده می‌شود می‌تواند موجب عفونت‌های مکرر ادراری و آسیب کلیه شود. درمان موارد ریفلاکس خفیف با دارو است ولی در صورت عدم بهبود درمانِ اصلی، فقط جراحی و دارو است.

## علائم و نشانه ها
اکثر کودکان مبتلا به ریفلاکس، بدون علامت هستند، اما ممکن‌است خطر شرایط ثانویه از جمله عفونت حاد مثانه و کلیه وجود داشته‌باشد، بنابراین پس از یک یا دو بار ابتلای کودک به عفونت، آزمایش و بررسی انجام می‌شود.
در نوزادان علائم عفونت مجاری ادراری ممکن است شامل تب و بی‌حالی، کاهش اشتها و گاهی اوقات اسهال خفیف باشد، در حالی که کودکان بزرگتر به طور معمول ناراحتی یا درد حین ادرار و تکرر ادرار دارند.